# Moa (Niger)
Moa ist eine Landgemeinde im Departement Damagaram Takaya in Niger.

## Geographie
Moa liegt in der Sahelzone. Die Nachbargemeinden sind Alakoss im Nordwesten, Gamou im Nordosten, Gouré im Südosten und Damagaram Takaya im Westen. Bei den Siedlungen im Gemeindegebiet handelt es sich um 43 Dörfer, 39 Weiler, 14 Lager und eine Wasserstelle. Der Hauptort der Landgemeinde ist das Dorf Moa. Das nach Einwohnern zweitgrößte Dorf ist Bougoum Haoussa.
Die Böden in Moa sind überwiegend sandig. Die Vegetation ist von der Grasart Cenchrus biflorus und von Schirmakazien geprägt. Es kommt oft zu Buschfeuern.

## Geschichte

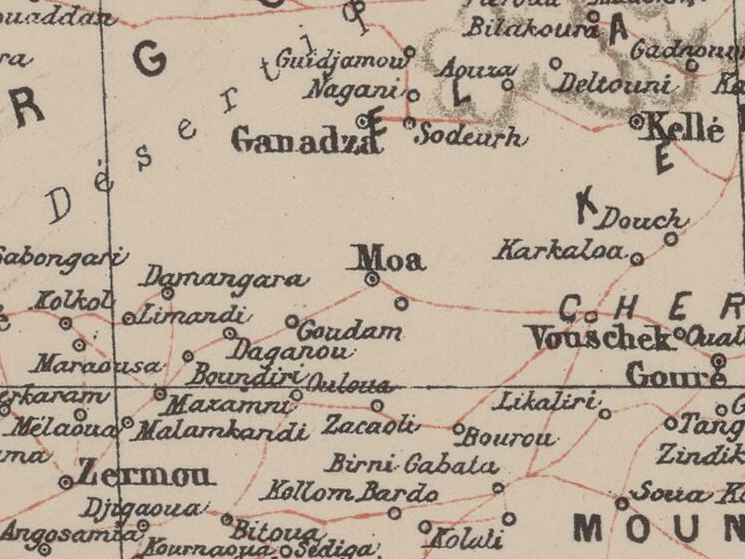
Ausschnitt einer Karte von 1903 mit Moa im Zentrum

Die französische Kolonialverwaltung richtete Anfang des 20. Jahrhunderts einen Kanton in Moa ein. Der Kanton wurde 1923 zunächst aufgelöst, jedoch wenig später wiedererrichtet.
Bei einer Untersuchung im Jahr 1990 wurde beim Befall mit der Saugwürmer-Art Schistosoma haematobium unter den 10- bis 13-Jährigen im Hauptort eine Prävalenz von 70 Prozent festgestellt. Im Jahr 2002 ging im Zuge einer landesweiten Verwaltungsreform aus dem Kanton Moa die Landgemeinde Moa hervor. Überschwemmungen verursachten 2009 materielle Schäden, von denen 1043 Einwohner unmittelbar betroffen waren. Moa war neben der Regionalhauptstadt Zinder auch die einzige Gemeinde in der Region Zinder, die von der Flutkatastrophe in West- und Zentralafrika 2010 betroffen war. 308 Einwohner wurden damals als Katastrophenopfer eingestuft. Seit 2011 gehört die Landgemeinde nicht mehr zum Departement Mirriah, sondern zum neugegründeten Departement Damagaram Takaya.

## Bevölkerung
Bei der Volkszählung 2012 hatte die Landgemeinde 26.632 Einwohner, die in 4790 Haushalten lebten. Bei der Volkszählung 2001 betrug die Einwohnerzahl 15.950 in 3166 Haushalten.
Im Hauptort lebten bei der Volkszählung 2012 1644 Einwohner in 317 Haushalten, bei der Volkszählung 2001 1353 in 268 Haushalten und bei der Volkszählung 1988 1311 in 285 Haushalten.
Die Bevölkerungsmehrheit stellen Kanuri, außerdem leben Fulbe, Tuareg und Hausa in der Gemeinde. Die Fulbe-Untergruppen Katchinanko’en, Oudah’en und Wodaabe sowie die Tuareg-Untergruppe Ichiriffen sind auf Fernweidewirtschaft spezialisiert.

## Politik
Der Gemeinderat (conseil municipal) hat 11 gewählte Mitglieder. Mit den Kommunalwahlen 2020 sind die Sitze im Gemeinderat wie folgt verteilt: 8 PNDS-Tarayya und 3 CPR-Inganci.
Jeweils ein traditioneller Ortsvorsteher (chef traditionnel) steht an der Spitze von 39 Dörfern in der Gemeinde, darunter dem Hauptort.

## Wirtschaft und Infrastruktur
Die Gemeinde liegt in einer Zone, in der vor allem Agropastoralismus betrieben wird. In den 1980er Jahren wurde im Hauptort eine Getreidebank etabliert. Im Hauptort ist ein Gesundheitszentrum des Typs Centre de Santé Intégré (CSI) vorhanden. Der Centre de Formation aux Métiers de Moa (CFM Moa) ist ein Berufsausbildungszentrum. Durch den Hauptort führt die 187,5 Kilometer lange Nationalstraße 34 zwischen der Nationalstraße 11 und Gouré. Es handelt sich um eine einfache Erdstraße.